# Walter Gander

Walter Gander (1997)

Walter Gander (* 24. Mai 1944 in Saanen) ist ein Schweizer Mathematiker und Informatiker, der sich mit numerischer Mathematik befasst. Er war Professor an der ETH Zürich.

## Leben
Gander studierte Mathematik an der ETH Zürich mit dem Diplom-Abschluss 1968 und war Assistent von Heinz Rutishauser an dessen Fachgruppe für Computerwissenschaften. 1973 wurde er bei Peter Henrici an der ETH Zürich promoviert (Numerische Implementationen des Rombergschen Extrapolationsverfahren, mit Anwendungen auf die Summation unendlicher Reihen).
Er war 1973 bis 1987 Professor für Numerische Mathematik und Informatik am Neu-Technikum Buchs. 1977/78 war er Gastwissenschaftler an der Stanford University (wie auch 1984, 1993, 2006) und 1979 habilitierte er sich an der ETH Zürich. 1987 wurde er ausserordentlicher Professor und 1991 ordentlicher Professor für Informatik an der ETH Zürich, an der er 2009 emeritiert wurde. 1989 bis 1997 war er dort Leiter des Instituts für Wissenschaftliches Rechnen und 1990 bis 1992 Vorsteher der Abteilung für Informatik. Von 1997 bis 2001 war er Vorsteher der Abteilung und des Departements für Informatik. Von 1989 bis 1991 war er Leiter der Schweizer Supercomputer-Initiative, die zur Gründung des Swiss National Supercomputing Centre in Manno TI führte.
Er befasst sich vor allem mit numerischer linearer Algebra und wissenschaftlichem Rechnen. Ausserdem befasste er sich mit dem Informatikunterricht an Schulen.

## Schriften
- Computermathematik. Birkhäuser, 2. Auflage 1992.
- Computermathematik, Lösungen der Aufgaben mit PASCAL Programmen. Birkhäuser 1986.
- mit J. Hrebicek (Herausgeber): Solving Problems in Scientific Computing using Maple and Matlab. Springer 1993, 4. Auflage 2004.
- mit Martin J. Gander, Felix Kwok: Scientific Computing - An Introduction using Maple and MATLAB. Springer 2014.